# Organetto (Akkordeon)

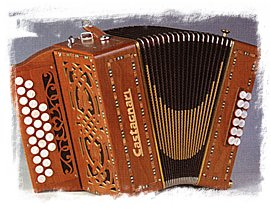
Italienisches Organetto

Organetto ist die gebräuchliche Bezeichnung eines diatonischen Akkordeons in Italien.
Die Bauart entspricht im Wesentlichen dem Wiener Modell. Es wurden bald weitere Instrumentenarten gebaut, die schließlich in die moderne Akkordeonproduktion mündeten.

## Geschichte und Entwicklung der Akkordeonindustrie in Italien
Die Fertigung begann in der Provinz Ancona, als 1863 die erste „Accordion“-Fabrik von Paolo Soprani gegründet wurde. Die von Soprani gebauten diatonischen Instrumente wurden zunächst Armonika, später auch Fisarmonika genannt. Bald konnte Soprani Instrumente nach Frankreich exportieren, da die dortigen Hersteller nach dem Krieg von 1870/1871 aufgegeben hatten. 1876 kam Mariano Dalape in Stradella (südlich von Mailand) dazu.
Weitere Instrumentenbauer siedelten sich in der Umgebung von Castelfidardo an: Setmo Soprani, Cruchianelli, Moreschi, Pancotti, Dari e Picchietti, Borsini, Ballone Burini, Ficosceco, Scandalli, Crosio, Frontalini, Busilacchio, Serinelli, Marinucci, Galanti, Castagnari etc. Einige dieser Firmen existieren noch heute. Die Produktion nahm einen deutlichen Aufschwung, ihren Höhepunkt erreichte sie in den Jahren 1870 bis 1900.
- 1907 wurde eine Exportgesellschaft gegründet: 670 Instrumente wurden in diesem Jahr exportiert.
- Im Jahre 1924 gab es in Europa 232 gemeldete Betriebe, davon 93 in Italien.
- 1957 wurden 152.316 Instrumente exportiert, davon wurden 90.016 in die USA geliefert.
- Heute werden noch ca. 30 Betriebe in Italien gezählt.[1]